# تپه گرد اندیزه ۲
تپه گرد اندیزه ۲ مربوط به دوران پیش از تاریخ ایران باستان است و در شهرستان پیرانشهر، بخش لاجان، روستای اندیزه واقع شده و این اثر در تاریخ ۱۰ دی ۱۳۸۱ با شمارهٔ ثبت ۶۶۷۸ به‌عنوان یکی از آثار ملی ایران به ثبت رسیده است.